# ジャリエル・ロドリゲス
- ヤリエル・ロドリゲス

ジャリエル・ウンベルト・ロドリゲス・ジョルディ（Yariel Humberto Rodríguez Yordy, 1997年3月10日 - ）は、キューバのカマグエイ州カマグエイ出身のプロ野球選手（投手）。右投右打。MLBのトロント・ブルージェイズ所属。
NPBでは当初ヤリエル・ロドリゲスと表記されていたが、2021年に現行表記に改められた。

## 経歴

### 来日前
2015/2016シーズンより、キューバの野球リーグであるセリエ・ナシオナル・デ・ベイスボルのガナデロス・デ・カマグエイに所属。キューバでは先発投手としてプレーしていた。

### 中日時代
2019年、11月に韓国で行われたWBSCプレミア12のオープニングラウンドを視察した中日の与田剛監督（当時）がその試合で好投したロドリゲスに興味を持ち、キューバ政府に獲得を打診。海外の複数球団からオファーを受けたが、日本でプレーしたいという本人の強い希望もあり、2020年1月26日に中日ドラゴンズと育成契約をした。背番号は212。推定年俸は1500万円。
同年は、ウエスタン・リーグで5試合に登板し2勝0敗、防御率0.51の成績を記録し、8月3日に支配下登録された。背番号は67。8月9日の読売ジャイアンツ戦（ナゴヤドーム）でNPB初登板・初先発すると、6回までは3四球のみのノーヒットノーランに抑える好投を見せたが、7回に2連続二塁打を打たれて失点したところで降板し、勝敗はつかなかった。8月15日の巨人戦（東京ドーム）では、7回1失点の好投で来日初勝利を挙げた。
最終的に、11試合（先発10試合）に登板し、3勝4敗、防御率4.12の成績を記録した。オフには、呼称を「ヤリエル・ロドリゲス」からスペイン語での発音に近い「ジャリエル・ロドリゲス」に変更することが発表され、推定年俸は6000万円となった。
2021年も主に先発で登板したが、制球難もあり長い回を投げ切れず降板する試合もあった。一方、9月25日の東京ヤクルトスワローズ戦（神宮球場）では8回一死までノーヒットノーランに抑える好投を見せたほか、10月16日のヤクルト戦（神宮球場）では5回を3失点でようやくシーズン初勝利を挙げた。最終的に12試合（先発11試合）に登板し、1勝4敗、防御率3.65を記録。オフに現状維持の推定年俸6000万円で残留し、翌年より背番号を29に変更することが発表された。
2022年は前年中継ぎとして活躍した又吉克樹の移籍、同じ中継ぎ右腕の祖父江大輔の出遅れというチーム状況もあり、立浪和義新監督や落合英二投手コーチの意向で先発から中継ぎに配置転換された。7月4日に右腕のコンディション不良のため一時登録抹消されたが、22日に再び一軍復帰し、「8回の男」としてチームを支えた。最終的にこのシーズンは56試合に登板して6勝2敗39ホールドという成績を記録し、さらに湯浅京己と並ぶトップタイの45ホールドポイントを記録したため中継ぎ転向1年目ながら最優秀中継ぎ投手のタイトルを獲得した。12月26日に2年間の契約更新で中日ドラゴンズとキューバ野球連盟が合意。
2023年1月26日に第5回ワールド・ベースボール・クラシックに出場するキューバ代表のメンバーとしてライデル・マルティネスやフランク・アルバレスと共に選出された。WBCでは先発2試合に登板し、計7.1イニング、防御率2.45。米国の準決勝で敗退後にキューバに帰国。
3月28日、ロドリゲスがキューバから亡命しメジャー球団との契約を模索していると、全米記者協会に所属するフランシス・ロメロがツイッターで報じた。3月29日、来日予定日であるこの日になっても到着していないことを立浪監督が明かした。また、キューバ野球連盟の声明文によると、「中日ドラゴンズには参加しないと決定したことを通知する」「中日で復帰しなければ、中日及び（代理人である）キューバ連盟に対する重大な違反で、契約放棄ならば損害賠償1000万ドル（約13億円）を請求する」としている。2月にはキューバ代表が沖縄入りの際に契約を更新し、3月7日に支配下選手登録されていることから、仮に亡命となれば、国内他球団やMLB球団への移籍制限を公示する可能性もあったが、公示されることなく2023年シーズンを終了。そのまま来日もなく、オフの10月6日に契約解除となり、自由契約公示された。

### ブルージェイズ時代
2024年2月9日にトロント・ブルージェイズと5年総額3200万ドルで契約を結んだ。4月13日には初のメジャーリーグ昇格をした。

## 選手としての特徴
ストレートの最速は161km/h。変化球はスライダー、カーブ、チェンジアップ、スプリット、ツーシームと多彩に操る。
基本はオーバースローで投げ込むが、時折サイドスローで投げることもある。

## 人物
愛称の「ムニエコ」は「人形」という意味で、「チャイルド・プレイ」のチャッキーに似ていることに由来する。
自身の登板日に雨が降ることが多い。キューバ時代から雨男として有名で、同僚から「神に嫌われている」とまで言われたほどである。

## 詳細情報

### 年度別投手成績
| 年 度    | 球 団    | 登 板 | 先 発 | 完 投 | 完 封 | 無 四 球 | 勝 利 | 敗 戦 | セ 丨 ブ | ホ 丨 ル ド | 勝 率 | 打 者 | 投 球 回 | 被 安 打 | 被 本 塁 打 | 与 四 球 | 敬 遠 | 与 死 球 | 奪 三 振 | 暴 投 | ボ 丨 ク | 失 点 | 自 責 点 | 防 御 率 | W H I P |
| -------- | -------- | ----- | ----- | ----- | ----- | -------- | ----- | ----- | -------- | ----------- | ----- | ----- | -------- | -------- | ----------- | -------- | ----- | -------- | -------- | ----- | -------- | ----- | -------- | -------- | ------- |
| 2020     | 中日     | 11    | 10    | 0     | 0     | 0        | 3     | 4     | 0        | 0           | .429  | 248   | 59.0     | 50       | 4           | 21       | 0     | 5        | 67       | 2     | 2        | 30    | 27       | 4.12     | 1.20    |
| 2021     | 中日     | 12    | 11    | 0     | 0     | 0        | 1     | 4     | 0        | 0           | .200  | 275   | 61.2     | 56       | 8           | 53       | 2     | 5        | 61       | 6     | 0        | 29    | 25       | 3.65     | 1.36    |
| 2022     | 中日     | 56    | 0     | 0     | 0     | 0        | 6     | 2     | 0        | 39          | .750  | 218   | 54.2     | 32       | 0           | 18       | 2     | 4        | 60       | 1     | 0        | 9     | 7        | 1.15     | 0.92    |
| 2024     | TOR      | 21    | 21    | 0     | 0     | 0        | 1     | 8     | 0        | 0           | .111  | 368   | 86.2     | 74       | 11          | 40       | 0     | 3        | 85       | 0     | 2        | 46    | 43       | 4.47     | 1.32    |
| NPB：3年 | NPB：3年 | 79    | 21    | 0     | 0     | 0        | 10    | 10    | 0        | 39          | .500  | 741   | 175.1    | 138      | 12          | 77       | 4     | 14       | 188      | 9     | 2        | 68    | 59       | 3.03     | 1.23    |
| MLB：1年 | MLB：1年 | 21    | 21    | 0     | 0     | 0        | 1     | 8     | 0        | 0           | .111  | 368   | 86.2     | 74       | 11          | 40       | 0     | 3        | 85       | 0     | 2        | 46    | 43       | 4.47     | 1.32    |

- 2024年度シーズン終了時
- 各年度の太字はリーグ最高

### WBSCプレミア12での投手成績
| 年 度 | 代 表    | 登 板 | 先 発 | 勝 利 | 敗 戦 | セ ｜ ブ | 打 者 | 投 球 回 | 被 安 打 | 被 本 塁 打 | 与 四 球 | 敬 遠 | 与 死 球 | 奪 三 振 | 暴 投 | ボ ｜ ク | 失 点 | 自 責 点 | 防 御 率 |
| ----- | -------- | ----- | ----- | ----- | ----- | -------- | ----- | -------- | -------- | ----------- | -------- | ----- | -------- | -------- | ----- | -------- | ----- | -------- | -------- |
| 2019  | キューバ | 2     | 0     | 0     | 0     | 0        | 21    | 5.0      | 4        | 0           | 2        | 0     | 1        | 5        | 1     | 0        | 3     | 3        | 5.40     |

### WBCでの投手成績
| 年 度 | 代 表    | 登 板 | 先 発 | 勝 利 | 敗 戦 | セ ｜ ブ | 打 者 | 投 球 回 | 被 安 打 | 被 本 塁 打 | 与 四 球 | 敬 遠 | 与 死 球 | 奪 三 振 | 暴 投 | ボ ｜ ク | 失 点 | 自 責 点 | 防 御 率 |
| ----- | -------- | ----- | ----- | ----- | ----- | -------- | ----- | -------- | -------- | ----------- | -------- | ----- | -------- | -------- | ----- | -------- | ----- | -------- | -------- |
| 2023  | キューバ | 2     | 2     | 0     | 0     | 0        | 34    | 7.1      | 5        | 0           | 6        | 0     | 2        | 10       | 0     | 0        | 2     | 2        | 2.45     |

- 太字は大会最高

### 年度別守備成績
| 年 度 | 球 団 | 投手  | 投手  | 投手  | 投手  | 投手  | 投手     |
| 年 度 | 球 団 | 試 合 | 刺 殺 | 補 殺 | 失 策 | 併 殺 | 守 備 率 |
| ----- | ----- | ----- | ----- | ----- | ----- | ----- | -------- |
| 2020  | 中日  | 11    | 1     | 11    | 1     | 1     | .923     |
| 2021  | 中日  | 12    | 3     | 9     | 1     | 1     | .923     |
| 2022  | 中日  | 56    | 4     | 9     | 1     | 0     | .929     |
| 2024  | TOR   | 21    | 8     | 7     | 0     | 0     | 1.000    |
| NPB   | NPB   | 79    | 8     | 29    | 3     | 2     | .925     |
| MLB   | MLB   | 21    | 8     | 7     | 0     | 0     | 1.000    |

- 2024年度シーズン終了時

### タイトル
- 最優秀中継ぎ投手：1回（2022年）

### 記録

#### NPB
初記録
投手記録
- 初登板・初先発登板：2020年8月9日、対読売ジャイアンツ9回戦（ナゴヤドーム）、6回1/3を2失点で勝敗つかず[10][50]
- 初奪三振：同上、1回表に吉川尚輝から空振り三振
- 初勝利・初先発勝利：2020年8月15日、対読売ジャイアンツ11回戦（東京ドーム）、7回1失点[11][12]
- 初ホールド：2022年3月26日、対読売ジャイアンツ2回戦（東京ドーム）、7回裏に2番手で救援登板、1回無失点[51][52]

打撃記録
- 初打席：2020年8月9日、対読売ジャイアンツ9回戦（ナゴヤドーム）、2回裏に宮國椋丞から二ゴロ
- 初安打：2020年8月22日、対横浜DeNAベイスターズ11回戦（ナゴヤドーム）、2回裏に阪口皓亮から中前安打[53][54]

### 背番号
- 212（2020年 - 同年8月2日）
- 67（2020年8月3日 - 2021年）
- 29（2022年 - 、2019年WBSCプレミア12、2023年WBC）

### 登場曲
- 「ELEVATION」U2（2020年）

### 代表歴
- 2019 WBSCプレミア12 キューバ代表
- 2023 ワールド・ベースボール・クラシック・キューバ代表